# Red Bull GmbH
Die Red Bull GmbH (englisch „roter Stier“) mit Sitz in Fuschl am See im Land Salzburg ist ein 1984 von Dietrich Mateschitz zusammen mit der thailändischen Unternehmerfamilie Yoovidhya gegründeter österreichischer Konsumgüter- und Automobilkonzern, der auch für seine Aktivitäten im Leistungs- und Extremsport, durch Medienunternehmen, sowie Aktivitäten im Immobilienbereich bekannt ist. Ihr bekanntestes Produkt ist der gleichnamige Energydrink Red Bull.

## Unternehmensgeschichte

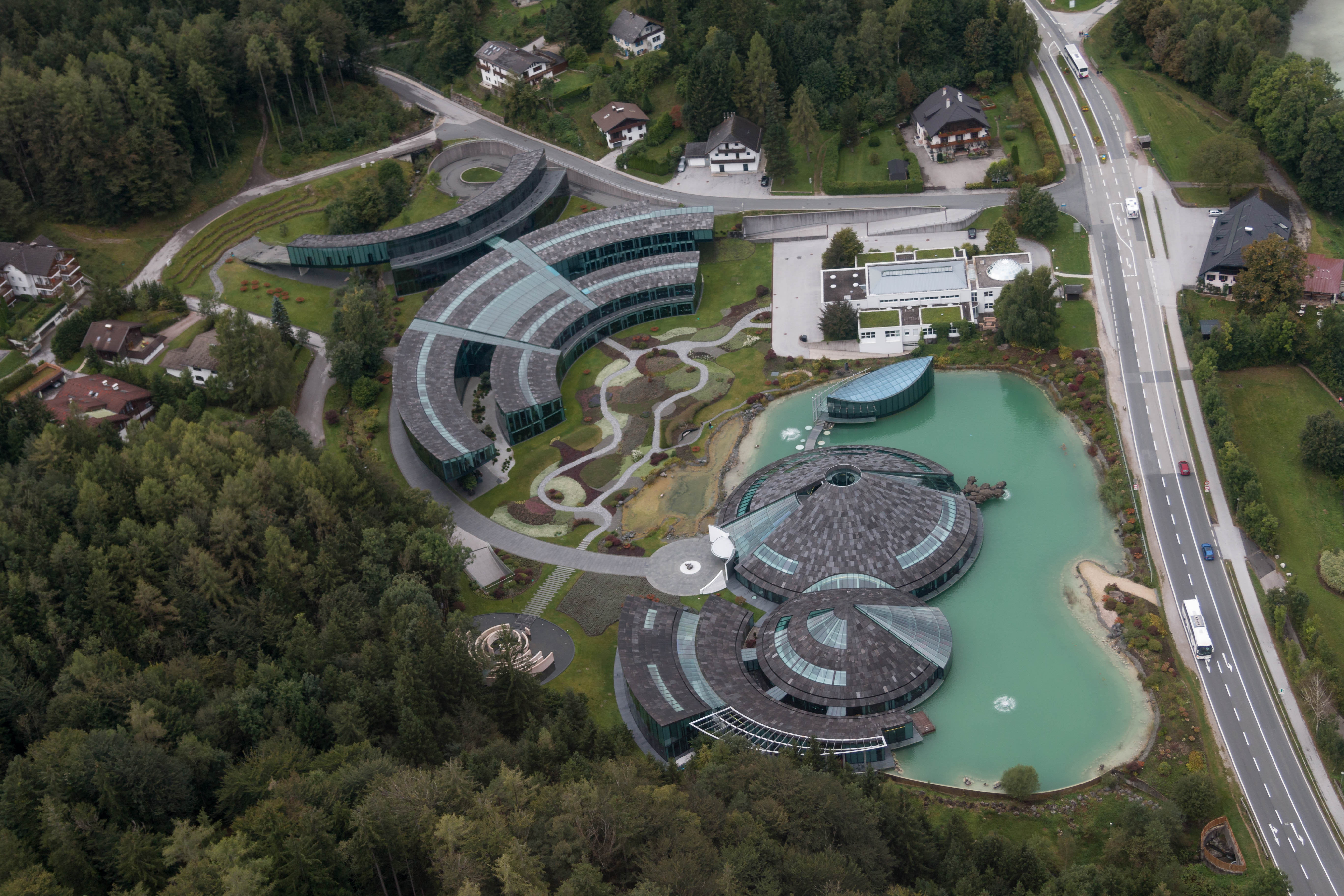
Red-Bull-Konzernzentrale in Fuschl am See

1982 wurde Dietrich Mateschitz während einer Dienstreise in Thailand auf die damals in Asien sehr beliebten Energydrinks aufmerksam. Mateschitz erwarb 1984 die internationalen Lizenzrechte an der thailändischen Marke Krating Daeng (thailändisch: กระทิงแดง, deutsch „Roter Gaur“; i. w. S. „roter Stier“, Red Bull) und gründete zusammen mit der thailändischen Unternehmerfamilie Yoovidhya die Red Bull GmbH mit Sitz in Fuschl am See. In den Folgejahren stieg das Unternehmen unter der Geschäftsführung von Mateschitz zum Weltmarktführer im Bereich Energydrink auf.

## Eigentümer- und Führungsstruktur
Stand: November 2022
Die Anteile der Red Bull GmbH sind im Besitz von drei Gesellschaftern. 49 Prozent hielt Dietrich Mateschitz über die Distribution & Marketing GmbH und ebenfalls 49 Prozent hält die Hongkonger 天書泰土產有限公司 (TC Agro Agrotrading Company Ltd.), die im Besitz der Familie Yoovidhya ist. 2 Prozent hält der thailändische Unternehmer Chalerm Yoovidhya. Die Distribution & Marketing GmbH ging nach dem Tod von Dietrich Mateschitz an dessen Sohn Mark Mateschitz über.
| Anteilseigner                                                                          | Anteil |
| -------------------------------------------------------------------------------------- | ------ |
| Distribution & Marketing GmbH (Mark Mateschitz)                                        | 49 %   |
| 天書泰土產有限公司 (TC Agro Agrotrading Company Ltd., im Besitz von Familie Yoovidhya) | 49 %   |
| Chalerm Yoovidhya                                                                      | 2 %    |

Am 22. Oktober 2022 starb Geschäftsführer und Minderheitsgesellschafter Dietrich Mateschitz. Am 4. November 2022 kündigte Mark Mateschitz, als Alleingesellschafter der Distribution & Marketing GmbH und damit neuer Miteigentümer der Red Bull GmbH, in einer Mitteilung an die Belegschaft von Red Bull an: „Wie von meinem Vater und mir vorgeschlagen und gewünscht und von unseren thailändischen Partnern unterstützt, wird ein Board of Directors die Geschäfte von Red Bull führen.“
Diesem Führungsteam gehören seit Mitte November 2022 die Geschäftsführer Franz Watzlawick (CEO Beverage Business), seit 2018 globaler Vertriebsleiter, Alexander Kirchmayr (CFO), seit Februar 2022 Prokurist der Red Bull GmbH, sowie Oliver Mintzlaff (CEO Corporate Projects und Investments), bis 15. November 2022 amtierender Geschäftsführer von RB Leipzig, an.

## Beteiligungen
Die Red Bull GmbH ist – besonders im Bereich des Sports – weltweit an zahlreichen Unternehmen beteiligt. Die folgende Liste zeigt eine Auswahl der bekanntesten Beteiligungen.
| Unternehmen                      | Branche               | Anteil | Ref.   |
| -------------------------------- | --------------------- | ------ | ------ |
| Red Bull Air Race GmbH           | Luftsport             | 100 %  |        |
| Red Bull Hangar-7 GmbH           | Motorsport, Luftsport | 100 %  |        |
| Red Bull Media House GmbH        | Medien                | 100 %  |        |
| Terra Mater Factual Studios GmbH | Fernsehen             | 100 %  |        |
| The Flying Bulls GmbH            | Luftsport             | 100 %  |        |
| Red Bull do Brasil Ltda.         | Fußball               | 100 %  |        |
| Red Bull Bragantino              | Fußball               | 100 %  |        |
| EHC Red Bull München GmbH        | Eishockey             | 100 %  |        |
| RasenBallsport Leipzig GmbH      | Fußball               | 99 %   | [ 16 ] |
| Red Bull Racing Ltd.             | Formel 1              | 100 %  |        |
| Racing Bulls S.p.A               | Formel 1              | 100 %  |        |
| Red Bull New York, Inc.          | Fußball               | 100 %  |        |
| FC Red Bull Salzburg             | Fußball               | 100 %  |        |
| EC Red Bull Salzburg             | Eishockey             | 100 %  |        |
| Berger Logistik GmbH             | Spedition, Transport  | 50 %   | [ 17 ] |
| Red Bull-Bora-hansgrohe          | Straßenradsport       | 51 %   | [ 18 ] |
| RB Ōmiya Ardija                  | Fußball               | 100 %  | [ 19 ] |
| Paris FC                         | Fußball               | 11 %   | [ 20 ] |
| Leeds United                     | Fußball               | ?      |        |
| Newcastle Red Bulls              | Rugby                 | 100 %  | [ 21 ] |

## Unternehmenszahlen
Im Jahr 2014 berechnete „Brand Finance“ für Red Bull einen Markenwert von 6,2 Milliarden US-Dollar. Damit ist das Unternehmen die drittwertvollste Getränkemarke weltweit, nach Coca-Cola (33,7 Milliarden US-Dollar) und Pepsi (19,4 Milliarden US-Dollar).
Die Red Bull GmbH wurde 2019 durch eine Streitigkeit um Markenrecht wieder in den Medienfokus gerückt. Die Jugend-Basketball-Mannschaften des VfL Oldesloe wurde mit Drohung auf Unterlassungsklage des Mannschaftsnamens „Blue Bulls“ bedacht.
Der kleine Verein, dessen Jugendwappen einen blauen Bullenkopf zeigte, der an das Logo der Chicago Bulls erinnert, konnte sich eine anwaltliche Auseinandersetzung nicht leisten. und benannten sich kurz darauf in „Panther“ um.
Der Umsatz von Red Bull betrug im Jahr 2019 6,1 Milliarden Euro. Der Großteil der Umsätze erwirtschafte das Unternehmen in den USA mit 2,66 Milliarden Euro und in Europa mit 2,17 Milliarden Euro. Für die Vermarktung investierte Red Bull 1,82 Milliarden Euro. Nach Abzug der österreichischen Körperschaftsteuer in Höhe von 327 Millionen Euro erzielte das Unternehmen im Jahr 2019 einen Konzerngewinn von 937 Millionen Euro.

## Produkte
Namensgebendes Hauptprodukt der Firma ist der Energydrink Red Bull, der in zahlreichen saisonal wechselnden Geschmacksrichtungen mit oder ohne Zucker vermarktet wird. Daneben wurde 2008 Red Bull Cola als Cola-Getränk mit natürlichen Inhaltsstoffen sowie 2017 die sogenannte Organics-Reihe mit verschiedenen Bio-Erfrischungsgetränken (Bitter Lemon, Ginger Ale, Tonic Water, Fizzy Peach, Viva Mate, Black Orange und Purple Berry) eingeführt. Außerdem vertrieb Red Bull ab 2001 ein Wasser namens Red Bull Lunaqua. Dabei handelte es sich um ein in Nüziders (Vorarlberg) abgefülltes stilles Quellwasser, welches laut Herstellerangaben nur bei Vollmond entnommen und teilweise mit Koffein versetzt wurde.

## Vermarktung

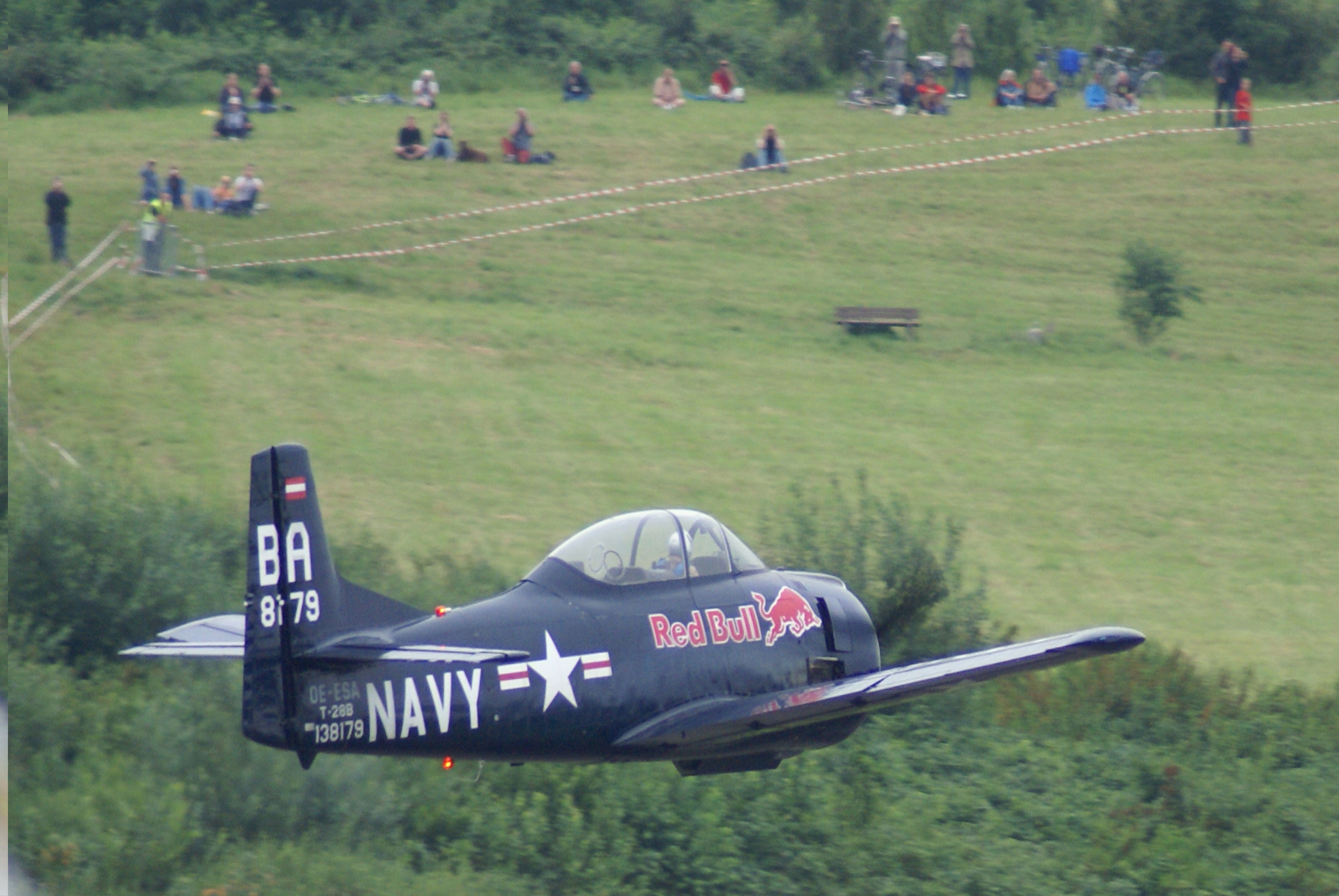
Von Red Bull gesponserte Flugschau

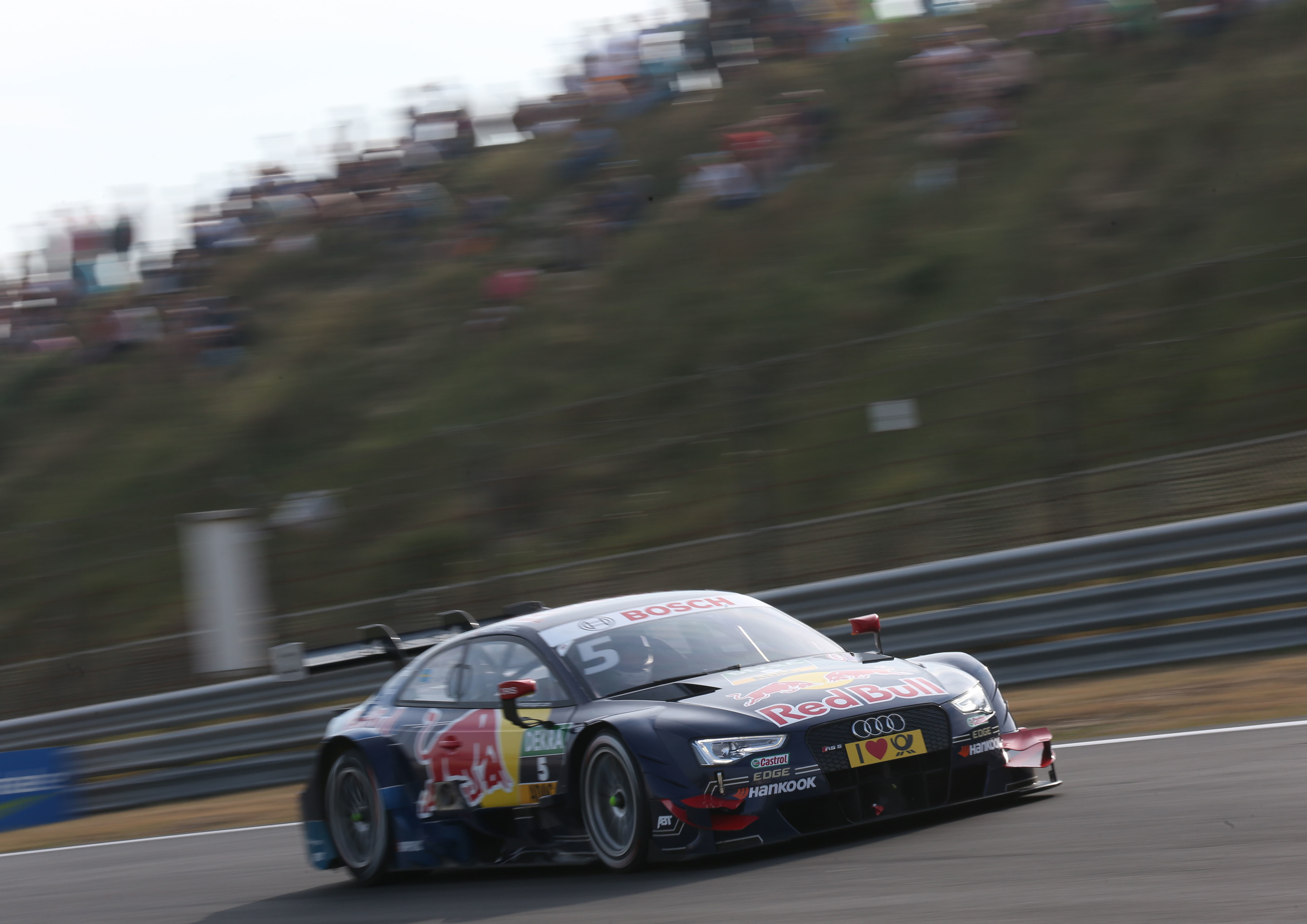
Von Red Bull gesponserter Audi RS5 DTM von Matthias Ekström in der DTM

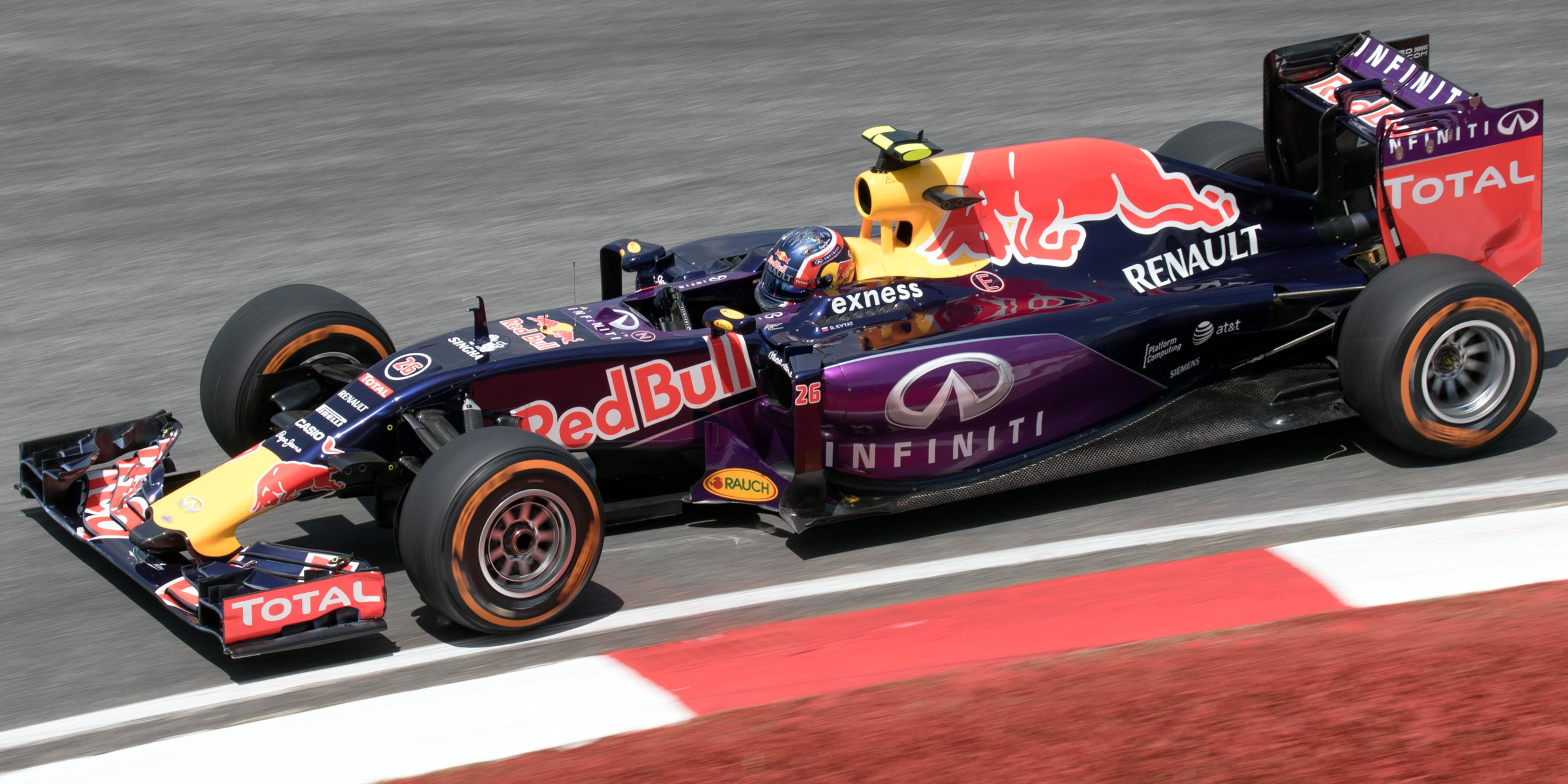
Formel-1-Rennwagen von Red Bull Racing (Red Bull RB11)

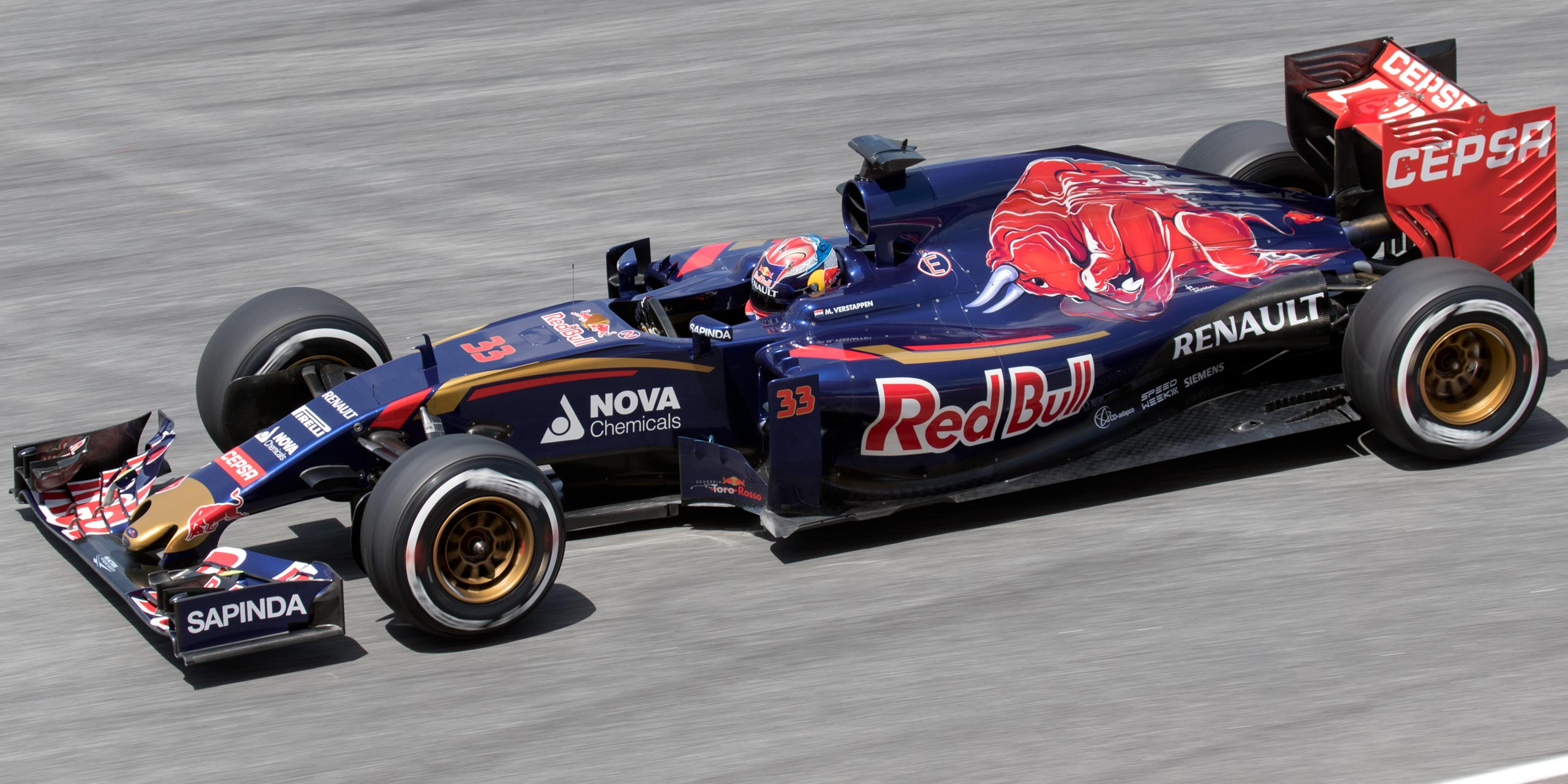
Formel-1-Rennwagen der Scuderia Toro Rosso (Toro Rosso STR10)

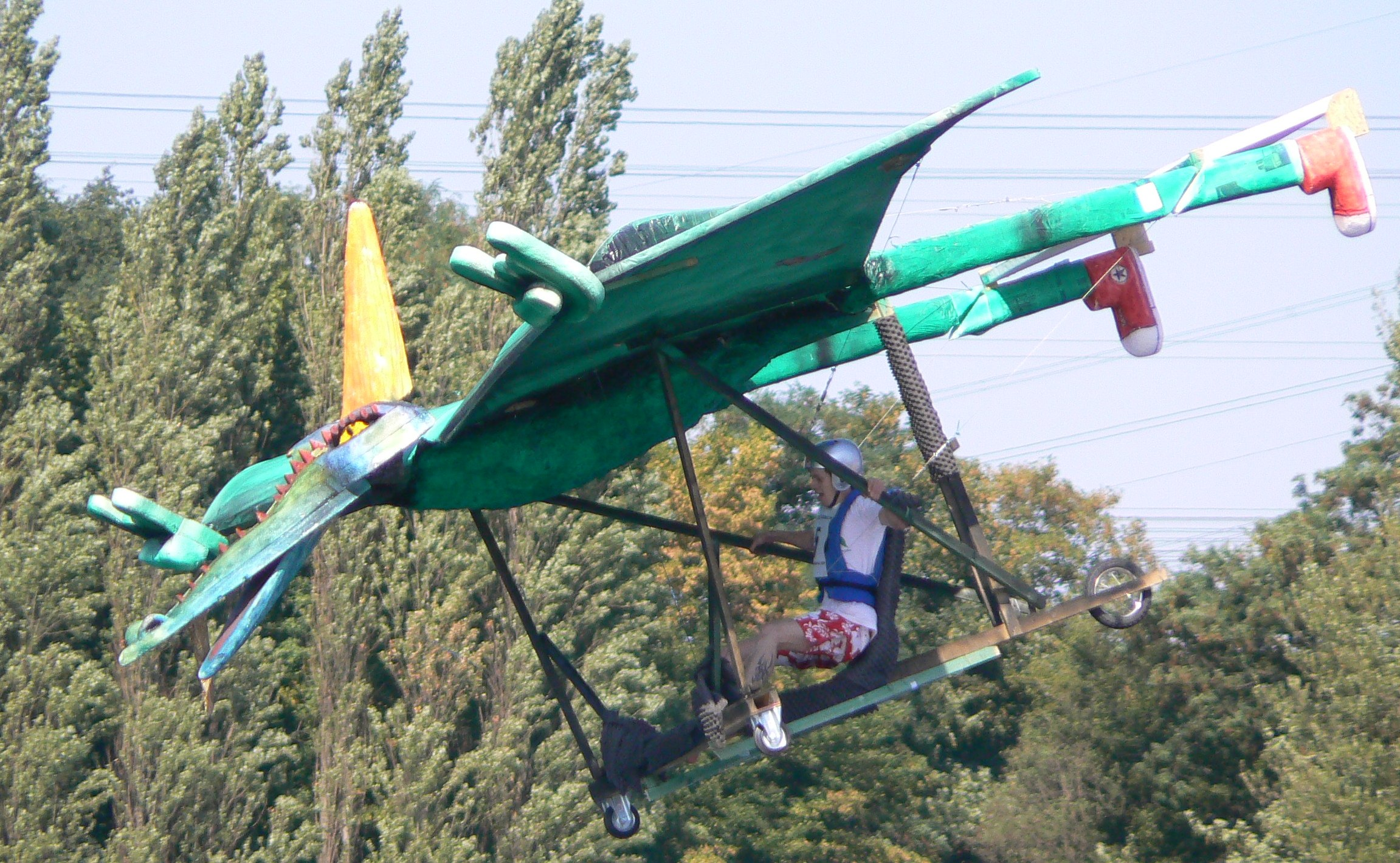
Red Bull Flugtag 2006

Das Vermarktungsbudget von Red Bull wird im Jahresabschluss unter „Sonstige betriebliche Aufwendungen“ geführt. Diese Aufwendungen machen mit einer Höhe von 1,4 Milliarden Euro etwa ein Drittel des Umsatzes von 3,785 Milliarden Euro aus (Stand 2010).
Dabei werden sowohl regionale Events wie zum Beispiel die Red Bull Flugtage als auch überregionale und internationale Extremsportevents wie der Red Bull Dolomitenmann, Red Bull Vertigo, die Red Bull X-Alps, Red Bull Crashed Ice, die Red Bull Air Race Weltmeisterschaft, die Red Bull X-Fighters, die Weltmeisterschaften im Klippenspringen, das Red Bull Hare Scramble am steirischen Erzberg oder die Taurus Awards in Los Angeles unter eigenem Namen veranstaltet. Red Bull Paper Wings veranstaltet die weltweit größten Papierfliegerwettbewerbe. Weiter ist Red Bull im Besitz einer privaten Kunstflugflotte, den Flying Bulls, für die extra der Hangar-7 am Salzburger Flughafen errichtet wurde.
Ebenfalls Teil des Vermarktungskonzepts ist die aktive Teilnahme in verschiedenen Sportarten mit eigenen Teams. So stellt Red Bull mehrere Teams im Motorsport, im Fußball und im Eishockey.

### Automobilsport
In der Formel 1 war Red Bull von 1995 bis 2004 hauptsächlich als Sponsor von Sauber, kurzzeitig aber auch von Arrows und Jaguar, vertreten. Seit 2005 besitzt der Konzern mit Red Bull Racing ein eigenes Formel-1-Team, das aus dem im Vorjahr scheidenden Jaguar Racing hervorging. Am 1. November 2005 hat Red Bull zusätzlich das Formel-1-Team Minardi übernommen und es auf Scuderia Toro Rosso (italienisch für Rennstall roter Stier) getauft.
Zur Saison 2020 trat das Team unter dem Namen Scuderia Alphatauri an. Jedoch liegt der Fokus eindeutig bei Red Bull Racing, das in der Formel-1-Saison 2010 erstmals sowohl den Konstrukteurs- als auch mit Sebastian Vettel den Fahrer-WM-Titel erringen konnte. 2011, 2012 und 2013 konnten beide Titel erfolgreich verteidigt werden. Von Red Bull Racing entwickelt wurde der Supersportwagen RB17, der im Juli 2024 auf dem Goodwood Festival of Speed vorgestellt wurde und ab 2025 in Serie hergestellt werden soll.
Ebenfalls wurde das Projekt Formula Una im Jahre 2005 ins Leben gerufen, das für jedes Rennwochenende junge, motorsportbegeisterte Frauen sucht. Das Projekt zur Errichtung eines Motorsportzentrums in Spielberg wurde nach Problemen im Genehmigungsverfahren zunächst wieder fallengelassen. Doch nach Einigungen wurde die Strecke ab 2008 wieder aufgebaut und renoviert und 2011 als Red Bull Ring wiedereröffnet. Als Hauptsponsor zahlreicher Teams und Fahrer ist Red Bull u. a. auch in der WTCC, DTM, Formel 3, Formel 3000 und GP2-Serie vertreten.
Darüber hinaus unterstützt Red Bull neben einigen Rallye-Teams das Citroën Total World Rally Team sowie das Volkswagen-Werksteam in der Rallye-Weltmeisterschaft. Red Bull hat zusammen mit dem österreichischen Motorradhersteller KTM auch mehrere Teams in der Motorrad-Straßenweltmeisterschaft unter Vertrag. Von 2006 bis 2011 sponserte Red Bull das NASCAR-Red Bull Racing Team.

### Fußball
Seit 2005 ist Red Bull auch im Fußball aktiv vertreten. Am 6. April 2005 übernahm der Getränkehersteller den SV Austria Salzburg und benannte ihn in FC Red Bull Salzburg um. Seit dem Einstieg Red Bulls konnte der Verein bisher zehn Mal die österreichische Meisterschaft für sich entscheiden. Das Hauptziel, die Teilnahme an der Champions League, blieb allerdings bis zur Saison 2019/20 verwehrt. Die Teilnahme gelang dank der Top-11-Platzierung von Österreich in der UEFA-Fünfjahreswertung, was für den Meister der Liga einen Fixplatz in der kommenden Champions-League-Saison bedeutet. Weiterhin ist Red Bull seit dem 9. März 2006 Eigentümer des US-amerikanischen Fußballclubs MetroStars, der mittlerweile in New York Red Bulls umbenannt wurde. Seit 2007 führt man auch einen Verein im brasilianischen Bundesstaat São Paulo namens Red Bull Brasil und seit 2020 zusätzlich mit Red Bull Bragantino einen Verein in der erstklassigen Campeonato Brasileiro de Futebol Série A. Seit Juni 2009 unterhält Red Bull ein Engagement bei dem eigens gegründeten Fußballverein RB Leipzig, der aufgrund der DFB-Statuten die Firma nicht im Vereinsnamen tragen darf. Dem Verein gelang 2016 der Aufstieg in die Bundesliga, 2022 und 2023 der Gewinn des DFB-Pokals und 2023 der Gewinn des deutschen DFL-Supercups. 2012 übernahm Red Bull den USK Anif, benannte ihn in FC Liefering um und übersiedelte den Verein in den Salzburger Stadtteil Liefering, wo sich die Red-Bull-Fußballakademie befindet. Der Verein fungiert als Farmteam des FC Red Bull Salzburg und stieg gleich in der ersten Saison seines Bestehens in die zweithöchste österreichische Spielklasse auf, was dem Amateurteam des FC Red Bull Salzburg untersagt ist. Zwischen 2008 und 2014 besaß der Konzern die Fußballakademie Red Bull Soccer Academy West Africa mit eigenem Fußballclub, dem Red Bull Ghana.

### Eishockey
Bereits im Jahr 2000 übernahm Red Bull das Salzburger Eishockeyteam und errang unter dem Namen EC Red Bull Salzburg bisher acht Meistertitel. Zudem veranstaltet der Verein seit 2005 (mit Unterbrechung von 2013 bis 2017) das Red Bulls Salute, ein saisonvorbereitendes und international besetztes Einladungsturnier. Von 2010 bis 2013 diente dieses als Finalturnier der European Trophy. Seit Mai 2012 sponsert Red Bull auch den angeschlagenen EHC München und benannte dessen DEL-Mannschaft in EHC Red Bull München um. Diese Zusammenarbeit lief vorerst nur für eine Saison.
Seit 1. Mai 2013 gehört der EHC Red Bull München offiziell zum Red-Bull-Konzern. In den Spielzeiten 2015/16 bis 2017/18 gewannen die Münchner drei Mal in Folge die deutsche Meisterschaft.

### Radsport
Zum 1. Juli 2024 übernahm Red Bull die Mehrheit des UCI WorldTeams Red Bull-Bora-hansgrohe und ist seitdem einer der drei Titelsponsoren. Darüber hinaus sponsort Red Bull zahlreiche Spitzenathleten aus dem Straßenradsport, dem Mountainbikesport, dem BMX-Rennsport und dem BMX-Freestyle. Dazu gehören unter anderem der mehrfache Weltmeister und Olympiasieger auf der Straße Remco Evenepoel, der mehrfache Olympiasieger im Cross-Country Thomas Pidcock, die mehrfachen Weltmeister im MTB Downhill Valentina Höll und Loïc Bruni, der mehrfache Weltmeister im Cyclocross Wout van Aert, die Olympiasiegerinnen im BMX Race Mariana Pajón und Saya Sakakibara sowie der Weltmeister im BMX-Freestyle Kieran Reilly.

### Sonstige Sportarten
Weiterhin betrieb und betreibt Red Bull auch Sponsoring von einzelnen Sportlern wie der Skirennläuferin Lindsey Vonn (bis 2019), den Skispringern Thomas Morgenstern (bis 2014) und Gregor Schlierenzauer (bis 2021) oder dem Fußballspieler Neymar.
Beim Wings for Life World Run finden seit 2014 jährlich Volksläufe in mehr als 30 Ländern zeitgleich statt. Red Bull übernimmt als Hauptsponsor die Veranstaltungskosten. Startgelder und andere Einnahmen fließen an die gemeinnützige Stiftung Wings for Life, die das Ziel verfolgt, durch Rückenmarksverletzungen verursachte Querschnittlähmungen heilbar zu machen.
Ab der Saison 2024/25 der EFL Championship steigt Red Bull als Minderheitsaktionär und Trikotsponsor bei Leeds United ein.

### Extremsportarten
Red-Bull setzt für seine Vermarktung Extremsportler ein, die waghalsige Aktionen vorführen oder Rekorde aufzustellen versuchen. Der Konzern unterstützt Extremsportler in Disziplinen wie Base-Jumping, Gleitschirm-Akro, Windsurfen, Kitesurfen, Wellenreiten, Snowboarden, Skateboarden, Wildwasserkajak, Freeride oder Freerunning. Im Jahr 2010 standen fast 600 Athleten weltweit bei Red Bull unter Vertrag. Ein Sponsoring von Red Bull gilt bei vielen Extremsportlern als Ehre und Auszeichnung.
Einer dieser Extremsportler war der Österreicher Felix Baumgartner. Dieser stellte am 14. Oktober 2012 im Rahmen des Projekts Red Bull Stratos bei einem Sprung aus über 39 Kilometer Höhe drei Weltrekorde auf. Baumgartner erreichte dabei eine geschätzte Geschwindigkeit von 1342 km/h (Mach 1,24) und ist damit der erste Mensch, der im freien Fall die Schallmauer durchbrach. Der Rekordsprung wurde live im Internet sowie in vielen Ländern im TV übertragen und wurde somit zum Medienereignis.

### Sonstige Projekte
Das Unternehmen wirkt außerdem auch noch bei anderen, nicht sportbezogenen Veranstaltungen mit. Vor allem im Bereich Musik und Tanz ist das Unternehmen tätig. Zwei der bekanntesten Projekte diesbezüglich sind die Red Bull Music Academy, Red Bull BC One oder Red Bull Flying Illusion (Breakdance). Eine weitere Veranstaltungsreihe, die jährlich für Aufsehen sorgt, sind die Red Bull Flugtage oder das Red Bull Soap Box Race (Seifenkistenrennen). Zudem ist Redbull auch der Sponsor von bekannten Musikern wie RIN.

## Medien
Über die Tochter Red Bull Media House GmbH, deren Geschäftsführer Gerrit Meier, Dietmar Otti und Christopher Reindl sind, gehören verschiedene Medienunternehmen zum Konzern.

### Fernsehen, Online-Video und Wetterdienst
Red Bull betreibt seit September 2006 einen YouTube-Kanal, der heute der meistabonnierte Kanal aus Österreich ist.
Die Red Bull TV betreibt seit Juni 2008 auch ein Fernsehprogramm, das mittels DVB-H empfangbar ist.
Seit Oktober 2009 ist Servus TV auf Sendung. Servus TV ging aus dem Lokalsender Salzburg TV hervor, der im April 2007 zu 100 Prozent übernommen wurde. Weiterhin wird Red Bull TV über ein wöchentliches Fenster jeden Samstag und Sonntag Nacht über Servus TV ausgestrahlt.
Von 2012 bis 2018 war Red Bull mit 50 Prozent an UBIMET, dem Betreiber der Österreichischen Unwetterzentrale, dem größten privaten Wetterdienst des Landes, beteiligt. Die Wetterdaten finden Verwendung in den Medien des Red-Bull-Konzerns.
Der Kamerahersteller GoPro und Red Bull kündigten im Jahr 2016 eine mehrjährige, globale Partnerschaft an, die Content Produktion, Vertrieb und Cross-Promotion der Produkte beinhaltet. Außerdem will man gemeinsam die Kameras weiterentwickeln. Als Teil der Vereinbarung erhielt Red Bull Aktienanteile von GoPro. Gleichzeitig wurde GoPro exklusiver Partner für Point-of-View-Shot-Kameras bei allen Red-Bull-Medienproduktionen und Veranstaltungen. Crossmedial sollen der GoPro Channel, Red Bull TV, Red Bull.com und die hauseigene Medienservice-Plattform Red Bull Content Pool bespielt werden.

### Print
Die Red Bull Media House gibt seit November 2007 das monatlich erscheinende The Red Bulletin heraus. Das kostenlose Lifestylemagazin berichtet über die vielfältigen Sponsoringaktivitäten des Unternehmens. Es liegt mehreren österreichischen und deutschen Tageszeitungen bei. Eine englische Version des Magazins wird über britische und irische Zeitungen vertrieben.
Im gleichen Verlag erscheint seit November 2010 die Zeitschrift Servus in Stadt & Land, die mit einer verbreiteten Auflage gem. Österreichischer Auflagenkontrolle (ÖAK) 1. HJ 2014 von über 163.000 Exemplaren bereits seit 2011 Österreichs meistverkauftes Monatsmagazin ist; seit März 2012 gibt es auch eine Ausgabe für Bayern.
Im April 2013 übernahm Red Bull den Salzburger Ecowin Verlag. Im Oktober 2016 wurde bekannt, dass Red Bull Media House das Seitenblicke Magazin einstellen werde und stattdessen der Fokus auf den Onlineauftritt Seitenblicke.at gelegt werden soll. Das Printprodukt sollte am 7. Dezember 2016 zum letzten Mal erscheinen.

### Musik
Die Red Bull Media House betreibt ein weltweites Netz von Tonstudios, die unter dem Label Red Bull Studios firmieren. Standorte befinden sich in Amsterdam, Auckland (Neuseeland), Berlin, Kapstadt (Südafrika), London, Los Angeles, New York, São Paulo, Tokyo und Paris. Dort wurden unter anderem Disclosure, Diplo, Lee Scratch Perry, Mike Skinner, ASAP Rocky, Jessie J, Skrillex, TNGHT, Labrinth, AlunaGeorge produziert. Ein Schwerpunkt der Produktionen liegt auf Pop und Rap. Zusammen mit dem Multiperkussionisten Martin Grubinger ist eine App zum Lernen von Musikinstrumenten in Arbeit.

### Mobilfunk
Seit Oktober 2008 wird ein Mobilfunkvertrag der A1 Telekom Austria unter dem Namen Red Bull Mobile angeboten. Später startete in der Schweiz in Kooperation mit Sunrise Communications ein ähnliches Angebot unter gleichem Namen, welches im Februar 2012 mangels Erfolg wieder eingestellt wurde.

## Kritik

### Vermarktung mit Extremsportlern
Im Zeitraum 2008 bis 2017 kam im Schnitt pro Jahr ein Extremsportler ums Leben, dessen Unfall direkt mit Werbung für Red Bull in Zusammenhang gebracht wurde.
Zu den bekannt gewordenen Unglücken zählen unter anderem folgende:
- Der 14-jährige Motorradfahrer Toriano Wilson verunglückte beim „Red Bull AMA U. S. Rookies Cup“ am 17. August 2008 tödlich. Er wurde von den nachfolgenden Fahrern überrollt.[53]
- Shane McConkey kam am 26. März 2009 bei einem Stunt für den von Red Bull produzierten Film über sein Leben um. Er wollte auf Skiern von einer Klippe vom Sass Pordoi springen, zwei Backflips machen und anschließend mit einem Wingsuit den Berg hinabgleiten. Da sich ein Ski nicht vom Fuß löste, verlor er die Kontrolle und schlug tödlich auf dem Boden auf. Der Film wurde dennoch fertiggestellt.[53]
- Eli Thompson kam am 28. August 2009 bei einem Sprung mit dem Wingsuit in der Schweiz um. Im Lauterbrunnental sollte er für den Promotionsfilm Human Flight 3D von Red Bull aus einem Hubschrauber springen und im Wingsuit knapp an einer Felskante vorbeifliegen. Doch er kollidierte mit der Felswand.[53]
- Der Basejumper Ueli Gegenschatz verunglückte am 11. November 2009 beim Sprung vom Sunrise Tower in Zürich und starb zwei Tage später.
- Der US-Amerikaner Caleb Moore wurde am 24. Januar 2013 bei den von Red Bull gesponserten „Winter X-Games“ bei einem Backflip von seinem Schneemobil getroffen. Er verstarb eine Woche später.[54]
- Am 28. Februar 2013 starb der japanische Motocrossfahrer Eigo Sato beim Training für „Red Bull X-Fighters“ bei einem missglückten Backflip.
- Am 8. Oktober 2013 starb der Ungar Viktor Kovats bei einem Übungssprung für die von Red Bull organisierte Weltmeisterschaft im Wingsuit-Fliegen in der chinesischen Provinz Hubei. Sein Fallschirm hatte sich nicht geöffnet.[55]
- Am 11. November 2017 starb der russische Basejumper Waleri Rosow bei einem Sprung vom Berg Ama Dablam im Himalaya.[56][57]

Nach der Häufung der Todesfälle im Jahr 2009 wurde öffentliche Kritik an Red Bulls Vermarktungskonzept laut.
Das Unternehmen reagierte mit einer Kondolenzseite für Ueli Gegenschatz und schrieb: „Wir werden die Arbeit mit unseren vielen Athleten weiterführen und ihnen weiterhin dabei helfen, ihre Träume zu erfüllen und ihre Visionen zu verwirklichen.“
Die ARD-Dokumentation Die dunkle Seite von Red Bull (2013) thematisiert den Tod von Gegenschatz und fünf weiteren Extremsportlern, die von Red Bull gesponsert wurden.

### Russisch-Ukrainischer Krieg
Red Bull steht in der Kritik, sein Russland-Geschäft nicht aufzugeben. Im Vergleich haben andere Konzerne wie McDonald’s, Pepsi und Coca-Cola hingegen frühzeitig im Zuge des russischen Überfalls auf die Ukraine 2022 den Rückzug aus Russland angekündigt.